# Lophocolea textiloidea
Lophocolea textiloidea là một loài Rêu trong họ Lophocoleaceae. Loài này được J.J. Engel mô tả khoa học đầu tiên năm 1979.